# Pelatachina limata
Pelatachina limata är en tvåvingeart som beskrevs av Daniel William Coquillett 1902. Pelatachina limata ingår i släktet Pelatachina och familjen parasitflugor. Inga underarter finns listade i Catalogue of Life.